# Sağlamtaş, Malkara
Sağlamtaş là một thị trấn thuộc huyện Malkara, tỉnh Tekirdağ, Thổ Nhĩ Kỳ. Dân số thời điểm năm 2011 là 2.227 người.